# نرتفیلد (کنتاکی)
نرتفیلد (به انگلیسی: Northfield) شهری در ایالت کنتاکی کشور ایالات متحده آمریکا است که جمعیت آن در سرشماری سال ۲۰۱۰ میلادی، ۱٬۰۲۰ نفر بوده‌است.